# 斐勒克拉忒斯
斐勒克拉忒斯（英語：Pherecrates），约活动于公元前5世纪中期。古希腊雅典喜剧诗人之一。他曾是阿里斯多芬的对手，于公元前440年和公元前430年之间分别在城邦酒神节及雅典酒神节上获得头奖。现存19个剧名及250个残篇，一篇批判与其同时代音乐家的演说辞。

## 扩展阅读
- 本条目包含来自公有领域出版物的文本: Chisholm, Hugh (编).  (第11版). London: Cambridge University Press. 1911.